# Écrivain émérite de la RSS d'Estonie
L'Écrivain émérite de la RSS d'Estonie (estonien : Eesti NSV teeneline kirjanik ; russe : Заслуженный писатель Эстонской ССР, Zasloujenny pissatel’ Èstonskoï SSR) est un prix honorifique décerné à un écrivain par le Présidium du Soviet suprême de la RSS d'Estonie (et).

## Lauréats
- 1945 : August Jakobson, Johannes Semper, Johannes Vares-Barbarus
- 1946 : Jaan Kärner, Mart Raud
- 1955 : Aadu Hint, Juhan Smuul
- 1957 : Rudolf Sirge, Debora Vaarandi
- 1959 : Erni Krusten, Hans Leberecht, Ralf Parve
- 1961 : Egon Rannet
- 1965 : Eduard Männik
- 1966 : Betti Alver, Paul Kuusberg
- 1969 : August Sang
- 1971 : Aira Kaal, Jaan Kross, Lilli Promet
- 1975 : Vladimir Beekman, Villem Gross
- 1977 : Ellen Niit, Mats Traat, Enn Vetemaa
- 1978 : Holger Pukk, Eno Raud, Aimée Beekman, Erni Hiir, Olev Jõgi
- 1979 : Lennart Meri, Väino Ilus
- 1980 : Kersti Merilaas, Lembit Remmelgas, Mati Unt
- 1986 : Ain Kaalep, Viivi Luik, Arvi Siig, Paul-Eerik Rummo, Jüri Tuulik, Ülo Tuulik, Arvo Valton
- 1988 : Hando Runnel